# Osen (obwód Wraca)
Osen (bułg. Осен) – wieś w Bułgarii, w obwodzie Wraca, w gminie Kriwodoł. Według danych szacunkowych Ujednoliconego Systemu Ewidencji Ludności oraz Usług Administracyjnych dla Ludności, 15 września 2023 roku miejscowość liczyła 271 mieszkańców.